# Den vilda familjen Thornberry
Den vilda familjen Thornberry (engelsk originaltitel: The Wild Thornberrys) är en amerikansk animerad TV-serie skapad av Arlene Klasky, Gábor Csupó, Steve Pepoon, David Silverman och Stephen Sustarsic som gick på Nickelodeon mellan åren 1998 och 2004. Det har även gjorts två långfilmer av serien som hade premiär år 2002 och 2003. I den senare filmen får man även följa gänget i Rugrats.